# 유가중학교
유가중학교(瑜伽中學校)는 대한민국 대구광역시 달성군 유가읍 봉리에 있는 공립 중학교이다.

## 학교 연혁
- 2015년 12월 20일 : 유가중학교 설립 인가
- 2017년 2월 16일 : 유가중학교 준공
- 2017년 3월 1일 : 초대 서은희 교장 취임
- 2017년 3월 2일 : 제1회 입학식(8학급 153명)
- 2020년 2월 7일 : 제1회 졸업식(졸업생 8학급 168명)
- 2021년 3월 1일 : 제2대 김택식 교장 취임
- 2022년 1월 12일 : 제3회 졸업식(8학급 186명, 누계 540명)
- 2022년 3월 2일 : 제6회 입학식(10학급 232명)

## 참고 자료
- 유가중학교 - 한국교육학술정보원 학교알리미